# Griffheizung
Eine Griffheizung findet man an verschiedenen Maschinen, technischen Geräten und an motorisierten Zweirädern. Es handelt sich um eine Heizung im Griff der Apparatur, die es dem Benutzer ermöglichen soll, die Maschine auch bei tiefen Außentemperaturen sicher zu bedienen.

## Anwendung

### Motorräder und andere Kraftfahrzeuge
Durch den Fahrtwind erkalten bei längeren Fahrten und bei niedrigen Außentemperaturen die Gliedmaßen mitunter sehr schnell. Die Hände sind besonders betroffen, da sie dem Fahrtwind besonders stark ausgesetzt sind und nur durch die relativ dünnen Motorradhandschuhe geschützt sind.
Seit den 1980er Jahren haben manche Motorräder daher beheizbare Griffgummis: Die Heizung erfolgt elektrisch und ist je nach Modell in Stufen oder stufenlos regulierbar. Heizgriffe sind meist aufpreispflichtige Sonderausstattung des Herstellers, sie lassen sich aber auch nachrüsten.
Neben der normalen Griffheizung, welche die Griffgummis ersetzen, gibt es Heizpatronen die in den Lenker platziert werden. Der Vorteil ist hierbei, dass die Original-Griffgummis verwendet werden können.
Andere Fahrzeuge wie Motorschlitten und ATVs haben optional Heizelemente im Griff und im Daumengashebel.
Ein Forum für BMW-Motorräder nennt 36 W Höchstleistung für beide parallel geschaltete Griffheizungen und die Realisierung durch eine Drahtwicklung auf dem Kunststoffrohr unter dem Bremsgummi. Die reduzierte Heizleistung wird durch den Vorwiderstand eine Widerstandsleitung zum Verzweigungspunkt der Zuleitung zu den Griffen realisiert.
Bei der Montage von Heizgriffen müssen diese dauerhaft verdrehsicher, eventuell durch Verkleben mit dem Lenkerrohr, montiert werden, um die Zuleitungen zu schonen. Das Heizelement kann als Heizfolie mit Leiterbahnen realisiert sein.
Coolride, Solingen bietet Heizpatronen mit 12–20 mm Außendurchmesser an, die in das Innere des Griffrohrs geklemmt werden können und als Paar 52 W Leistung haben.

### Motorsägen, Schneefräsen
Für die Forstwirtschaft werden Motorsägen optional mit einer Griffheizung angeboten. Der Hersteller Stihl realisiert die Beheizung von Halterohr vorne und hinterem Griff durch Heizfolien gespeist von einem Stromgenerator an der Motorwelle. Husqvarna spricht von Heizspiralen, also wohl einer Wicklung elektrischem Widerstandsdraht.
Griffheizungen bei Motorsägen gibt es in Österreich zumindest seit etwa 1998. In kälteren Ländern wurde schon früher zuerst die elektrische Heizung des Vergasers eingeführt und danach erst die Griffheizung ergänzt. Eine Griffheizung ist in Österreich heutzutage nicht mehr für alle Modelle von Motorsägen (optional) erhältlich.
Griffheizungen gibt es mindestens seit 2008 auch an handgeführten Schneefräsen.
In beiden Fällen wirkt die Beheizung der Griffe gegen die Anlagerung von rutschigem Eis bei Frost. Weiters werden Handschuhe, die mit Schnee – insbesondere auf Ketten für Holzfördung in Kontakt kommen oder sonst wie nass werden getrocknet. Durch Wärmelieferung an die Hände wird deren Tendieren zu Gefühlloswerden und Versteifen bei Kälte vermindert, was die Arbeitssicherheit erhöht.